# Railroad Tycoon
Railroad Tycoon ist eine Computerspiel-Reihe aus der Gattung der Wirtschaftssimulationen. Wesentlicher Spielinhalt aller Teile ist der erfolgreiche Aufbau einer Eisenbahngesellschaft.
Der erste Teil, Sid Meier’s Railroad Tycoon, wurde von Sid Meier und MicroProse entwickelt und erschien 1990. 1998 folgte mit Railroad Tycoon II der zweite, 2003 mit Railroad Tycoon 3 der dritte Teil der Reihe. Beide Titel wurden von PopTop Software ohne Beteiligung von Sid Meier entwickelt. Dieser zeichnet erst wieder für den vierten Teil, Sid Meier’s Railroads!, verantwortlich.

## Sid Meier’s Railroad Tycoon
Sid Meier’s Railroad Tycoon, eine Idee des erfolgreichen Spieleentwicklers Sid Meier, erschien 1990 und galt als die erste richtige Eisenbahnsimulation. Der Publisher des ersten Teils war MicroProse und es gab Versionen für Amiga, Macintosh, Atari ST und IBM-PC-kompatibler PC. Im Spiel standen die Gebiete Nord-West-Amerika, Nord-Ost-Amerika, England und Europa zur Verfügung.
Im Spiel geht es darum, mit einem Startkapital von 1.000.000 Dollar eine florierende Eisenbahngesellschaft aufzubauen. Auf einer Karte des Spielgebiets mit realen Städten, deren Größe von Spiel zu Spiel variiert, kann sich der Spieler nun den Ausgangspunkt für sein Streckennetz aussuchen. Das Startkapital reicht zunächst für wenig mehr als eine kurze Strecke, zwei Bahnhöfe und eine Lokomotive. Durch geschickte Wahl der Streckenführung und der Zugzusammensetzung kann der Spieler hohe Einnahmen erzielen, mit denen er sein Streckennetz ausbauen kann. Es stehen Post, Passagiere und eine ganze Reihe spezieller Güter zum Transport zur Verfügung, die von den Vorkommen zu möglichen Nachfrageorten gebracht werden müssen. Im Laufe des Spiels treten drei Computer-Konkurrenten auf den Plan, die ihre eigenen Strecken ausbauen und das Wachstum des Spielers hemmen. Abgerundet wird das Spiel durch einen Finanzmarkt, auf dem man Anleihen ausgeben und Aktien des eigenen und fremder Unternehmen kaufen und verkaufen kann.
Das Spiel bezieht seinen Reiz aus drei Komponenten. Erstens ist es eine Wirtschaftssimulation, in der sowohl technische Aspekte (Ausbau und Organisation des Eisenbahnbetriebes) als auch konkurrentielle Aspekte (Übernahmegefechte auf dem Aktienmarkt, Begrenzung des Streckennetzes der Gegner) gemeistert werden müssen. Die Konjunkturlage spielt ebenso eine Rolle wie das Wachstum von Städten und der technische Fortschritt. Zweitens ist das Spielgeschehen eng in die reale Geschichte eingebettet. Allein das Benutzerhandbuch ist eine Einführung in die Geschichte der Eisenbahn. Die computergesteuerten Konkurrenten stellen Unternehmer und Politiker dar, die den Eisenbahnbau im 19. Jahrhundert vorantrieben, so Cornelius Vanderbilt, George Stephenson und Napoleon III. Ab dem Zeitpunkt ihrer Erfindung stehen dem Spieler historische Lokomotivtypen zur Verfügung, von den ersten Dampflokomotiven bis zum Hochgeschwindigkeitszug (u. a. Planet, Consolidation, Pacific, Mikado). Drittens entsteht durch die frei wählbare Streckenführung mit Weichen, Tunneln und Brücken sowie die spärlich, aber liebevoll animierten fahrenden und wartenden Züge ein gewisses „Modelleisenbahn-Feeling“.
Während die spielerische Qualität auch heute noch hervorragend ist, war die Grafik schon für damalige Zeiten eher durchschnittlich. Man sieht die 2D-Landkarte in der Draufsicht, die Planquadrate können gut ein Dutzend unterschiedliche Landschaftstypen annehmen, die Menüs und Schaltflächen sind funktional und schnörkellos. Lediglich einige animierte Einblendungen zu bestimmten Ereignissen, z. B. der Indienststellung neuer Züge, sorgen für Abwechslung.

## Railroad Tycoon Deluxe
Die Deluxe-Version erschien 1993 und bot neben Super VGA Grafik und komplett überarbeitenen Grafiken auch eine bessere Soundkartenunterstützung und neue Soundeffekte sowie eine bessere Mausbedienung. Spielintern wurde die 16 Bit vorzeichenbehaftete Integer Variable, in der das Geldvermögen der Eisenbahngesellschaft gespeichert wurde, durch eine 32 Bit vorzeichenbehaftete Integer Variable ersetzt, womit ein Variablenunterlauf durch das generieren von mehr als −32,768 Dollar Schulden um durch den Variablenunterlauf in ein positives Guthaben zu kommen nicht mehr möglich war. Des Weiteren wurden 11 weitere Loks hinzugefügt und für die jeweiligen Karten eine Auswahlmöglichkeit eines anderen Startjahrs aus einer vorgegebenen Liste hinzugefügt. Die maximale Anzahl an Bahnhöfen wurde von 32 auf 40 erhöht und durch Klicken auf Spielfelder popte ein Informationsfenster auf. Railroad Tycoon Deluxe brachte aber trotz einiger Verbesserungen auch ein paar Nachteile gegenüber dem Vorgänger. So wurde das herausfordernde frühe Szenario um England entfernt und durch die Gebiete Afrika und Südamerika ersetzt. Durch die neuen Szenarien kamen die Rohstoffe Kupfer und Zucker hinzu. Außerdem wurden die animierten Zwischensequenzen durch Stillbilder ersetzt.
Nicht zu verwechseln: Unter dem Namen Railroad Deluxe wurde auch eine inoffizielle Erweiterung von Railroad Tycoon II publiziert.

## Railroad Tycoon II
Railroad Tycoon II (1998) war eine komplette Neuentwicklung aus dem Hause PopTop Software und es gab Versionen für PC (Windows und Linux) und Macintosh (Application Systems Heidelberg). Das Wirtschaftssystem war deutlich stärker ausgebaut; so gab es nun zum Beispiel Ländergrenzen, die man beim Bau der Eisenbahnstrecken beachten musste, sowie einen deutlich ausgefeilteren Aktienhandel. Sid Meier war an dem Spiel nicht mehr beteiligt, was am Fehlen seines Namens im Titel erkennbar ist.
Die Grafikengine bot statt einer 2D-Ansicht eine hochauflösende, detaillierte isometrische 3D-Ansicht. In einem eigenen Baumodus konnten hochauflösende 3D-Landkarten erstellt werden. Ein besonders überzeugendes Ergebnis erzielte man mit der vom Hersteller vorgesehenen Möglichkeit, beispielsweise Satellitenkarten einzuspeisen und mit vielfältigen Weiterverarbeitungswerkzeugen (Nadelwälder, Tropenwälder, Wüsten, Eis, Fels, Gebäude, Flüsse, Felder usw.) hervorragende Landschaftsmodelle zu entwickeln. Bei den Bahnhöfen konnten regionale Eigenheiten berücksichtigt werden. So gab es zwei Muster der europäischen Eisenbahnfrühzeit ebenso wie Kolonial- und Jugendstilbahnhöfe. Selbst für die asiatischen Länder war gesorgt.
Des Weiteren waren mit Railroad Tycoon II auch zum ersten Mal in dieser Serie Multiplayer-Sitzungen mit menschlichen Mitspielern möglich.
Railroad Tycoon II hatte gegenüber den Vorgängern auch einen besonderen spieltechnischen Nachteil: Es konnten keine Tunnel mehr gebaut werden. Dass das Regulieren des Zugverkehrs durch Blocksignale ebenfalls weggefallen war, fiel neueinsteigenden Railroad-Tycoon-Fans nicht auf. Da man 30, 40 Züge „im Rennen“ haben konnte, wäre es auch sehr schwierig geworden, hunderte von Weichen zu überwachen. Dem deutschen Spieler fehlten verschiedene berühmte deutsche Lokomotiven. Nimmt man den deutschen Umbau der Sowjet-Diesellok „Ludmilla“ hinzu, die bis heute als Baureihe 232 im Einsatz ist, war Deutschland aber mit acht Lokomotiven dennoch nicht schlecht vertreten (Japan: 1, Frankreich: 1, Italien: 1, Österreich: 2, Schweiz: 3, England: 9 (inkl. der in die USA gelieferten John Bull)). Ansonsten hoben die Spielehersteller die US-amerikanische Stellung in der Eisenbahngeschichte mit 34 Lokomotiven besonders hervor.
Für Railroad Tycoon II erschien 1999 eine Erweiterung mit dem Titel Railroad Tycoon II: The Second Century. Mit diesem Paket erhielt der Eisenbahnbauer verstärkt Züge der Neuzeit (u. a. TGV und Transrapid/Maglev), neue Landkarten und Wirtschaftstypen.

## Railroad Tycoon 3
Railroad Tycoon 3 erschien 2003 für Windows-PCs. In diesem Teil kann man verschiedene Szenarien auf der ganzen Welt auswählen. Das Spiel wird in dieser Version erstmals in Form einer echten 3D-Grafik dargestellt. Weiterhin verfügt das Spiel über einen umfangreichen Editor, mit dem der Spieler eigene Szenarien erstellen kann. Das dynamische Preissetzungssystem, welches aufgrund von Angebot, Nachfrage und den Entfernungen dazwischen für jedes Gut an jedem Ort die Marktpreisanpassungen errechnet, ist ein großer Fortschritt. Bei dieser Neuauflage gingen jedoch auch wesentliche Spielelemente verloren; einiges kam hinzu. Zugläufe können nun automatisiert oder weiterhin manuell zusammengestellt werden. Auch der wesentlich umfangreichere Warenverkehr wurde weitgehend automatisiert. Auch die Gleisbauengine hat viel Kritik erfahren. Durch die Umstellung vom „Drauflosbauen“ auf Szenarien mit fest vorgegebenen Zielen wurde zwar etwas Abwechslung geschaffen, andererseits wird man auch zu bestimmten Entscheidungen gedrängt, will man das Rundenziel erreichen. Insgesamt hat sich das Spiel vom kreativen Eisenbahnbau und -betrieb (jetzt mit Tunnelstrecken) zu einer Wirtschaftssimulation entwickelt.
Lokomotiv-Begeisterte waren zum einen enttäuscht, dass auf der einen Seite wichtige europäische Maschinen nicht mehr zur Verfügung stehen (so wurden alle deutschen Lokomotiven aus der Zeit zwischen 1900 und 1934 aus dem Spiel gestrichen und die in Railroad Tycoon II noch hervorgehobene weltweit wegweisende Rolle europäischer Elektroloks herausgenommen), aber andererseits auch zufrieden, da einige andere wichtige Lokomotiven endlich verfügbar sind. So der Adler, die bewährte Preußische P 8, die jahrzehntelang erfolgreich gelaufene DR/DB-Schnellzug-Baureihe 01 (in sehr gewöhnungsbedürftiger weinroter Lackierung) sowie ein Beispiel aus der leistungsfähigen deutschen Kriegslok-Reihe in schmutzigweißem Wintertarnanstrich. Wie in den Vorgängerspielen fehlen indes so gut wie alle wegweisende Dampflokneubauten nach 1945, sieht man einmal von der „Red Devil“ ab. Der Schwerpunkt liegt wieder bei den US-amerikanischen Lokomotiven, obwohl auch dort einige beeindruckende Maschinen wie die „Daylight“ herausgenommen worden sind. Auch osteuropäische Produktionen wurden verstärkt berücksichtigt. Neben der schon aus RR II bekannten sowjetischen Diesellok „Ludmilla“ (Baureihe 232) gab es nun die sowjetische Elektrolok VL80T, sowie die polnische Elektrolok ET22.
So sind folgende Nationen in der 2004 erschienenen Macintosh-Version vertreten: USA: 24, Großbritannien: 10 (mit „Adler“), Deutschland: 7 (ohne „Adler“, Umbaulok „Red Devil“ und „Ludmilla“), Schweiz: 3, Italien: 2, UdSSR: 2 (mit „Ludmilla“), Südafrika: 2 (mit „Red Devil“), Japan: 2, Frankreich: 1, Polen: 1. In England ersonnen, aber weltweit fast ausschließlich in Frankreich und Süddeutschland zu finden und weiterentwickelt, stellt die Crampton-Lokomotive eine nicht zuordnungsfähige Maschine dar. Zudem sind noch vier fiktive Lokomotiven im Rennen. Somit sind in Railroad Tycoon 3 genauso viele Lokomotiven im Einsatz wie im Vorgängerspiel. Die österreichischen Lokomotiventwicklungen sowie einige wegweisende schweizerische Elektroloks aus RR II fielen in RR 3 vollständig dem Rotstift zum Opfer.
Im August 2004 erschien für Windows-Nutzer die kostenlose Erweiterung Coast to Coast, mit der es möglich ist, neue Spielerporträts, Firmenlogos und andere Lokfarbgebungen in das Spiel zu integrieren. Im selben Jahr erschien bei MacSoft auch die deutsche Ausgabe für Nutzer des Betriebssystems macOS. Die Erweiterung Coast to Coast war hier schon mit im Spiel enthalten.
Seit Railroad Tycoon 3 bietet sich versierten Hobbytüftlern eine vom Hersteller nicht vorgesehene Möglichkeit, die pk4-Dateien zu den Lokomotiven, Waggons und Gebäuden zu öffnen bzw. eigene Lokomotiv-Kreationen kostenlos auf Fan-Seiten im Netz anzubieten. Die Qualität dieser inzwischen zahlreichen Erweiterungen entspricht in den meisten Fällen durchaus der vom Spielehersteller gestellten Norm. Der Schwerpunkt dieser freien Erweiterungen liegt bei englischen und amerikanischen Lokomotiven. Es wurden jedoch auch deutsche Waggons aus allen Epochen erstellt. Selbst der ICE und einige deutsche Dampfrösser, welche in Railroad Tycoon II noch vom Hersteller zur Verfügung gestellt wurden, sind so wieder auf die Schienen gekommen.

## Sid Meier’s Railroads!
2006 erschien Sid Meier’s Railroads! Sid Meier hat hierbei sein ursprüngliches Spielkonzept weiter entwickelt und in eine dreidimensionale Landschaft eingepasst, bei der Unebenheiten einen deutlich größeren Einfluss auf den Streckenbau haben als beim Vorgänger; lange gerade Strecken gibt es also kaum noch. Zusätzlich wurde der Schwerpunkt der Industrieproduktion nochmals deutlich verstärkt. Der Spieler muss jetzt eine Produktionskette planen, um seine Züge sinnvoll am Laufen zu halten. 2012 erschien eine Mac-Version von Feral Interactive.

## Brettspielumsetzung
Im Jahr 2005 erschien eine Brettspielumsetzung für zwei bis sechs Spieler ab zehn Jahren.